# O Casamento de Louise
O Casamento de Louise é um filme brasileiro de 2001 do gênero comédia/Romance, lançado em 2001.

## Sinopse
Louise é uma violinista que mora em Brasília.Um dia ela convida o maestro sueco Helstrom para um almoço em sua casa tentando conquista-lo pelo estômago.Tudo foge do controle quando o maestro Helstrom fica apaixonado por Luiza, empregada de Louise.Para complicar ainda mais a situação Bugre, ex-namorado de Luiza, e Flavio, ex-marido de Louise aparecem no almoço.

## Elenco
- Silvia Buarque.....Louise
- Dira Paes.....Luzia
- Marcos Palmeira.....Bugre
- Murilo Grossi.....Flavio
- Mark Hopkins.....Maestro Helstrom

## Prêmios
- Melhor Filme (Juri Popular), Melhor Atriz (Dira Paes) no IX Festival de Cinema e Vídeo de Cuiabá, 2001.
- Melhor Direção, Melhor Roteiro (José Roberto Torero), Melhor Atriz (Dira Paes) no XII Festival de Cinema de Natal, 2001.
- Melhor Filme de Brasília "Troféu Câmara Legislativa", no XXXIV Festival de Cinema de Brasília, 2001.
- Melhor Filme, Melhor Direção, Melhor Montagem (Marta Luz), Melhor Atriz (Dira Paes), Melhor Ator (Mark Hopkins) no I Festival de Cinema de Varginha, 2002.
- Terceiro Melhor Filme Brasileiro do Ano de 2001 votação pela Internet no VIº Festival de Cinema de Recife, 2002.